# Tapisciaceae
Tapisciaceae (F.Pax) Takht., 1987 è una famiglia di piante angiosperme dell'ordine Huerteales.

## Tassonomia
La famiglia comprende i seguenti generi:
- Huertea Ruiz & Pav. (4 specie), diffuso in America tropicale
- Tapiscia Oliv. (2 spp.), diffuso in Cina e Indocina